# Laymen's Holiness Association
Laymen's Holiness Association var en amerikansk väckelserörelse bildad 1917 i Jamestown, North Dakota på initiativ av S.A. Danford. Rörelsen spred den wesleyanska helgelseläran under kampanjer i North och South Dakota, Minnesota och Montana och publicerade tidningen The Holiness Layman. När Joseph G. Morrison valdes till missionsledare 1919 underhöll rörelsen över 25 evangelister och andra medarbetare. 1922 beslutade de flesta av dessa, Morrison och över 1 000 medlemmar att ansluta sig till Nazaréens kyrka.